# Gumprechtsdorf (Wüstung)
Gumprechtsdorf ist eine Wüstung in der Gemarkung der Stadt Bad Klosterlausnitz im Saale-Holzland-Kreis in Thüringen.

## Lage
Die Wüstung liegt westlich von Bad Klosterlausnitz.

## Geschichte
1952/53 wurde die südlich der Stadt liegende Wüstung wissenschaftlich untersucht. Man fand zu beiden Seiten eines Baches 13 locker verteilte Steinhügel. Ein verlandeter Teich lag inmitten der Steinhügel. Östlich der wüsten Dorfstelle konnten Spuren eines Hohlwegs nachgewiesen werden. Auf der Landesvermessungskarte von 1810 bezeichnete man einen Hügel als Alte Kirche. Die Hügel waren Reste der Häuser eines um 1200 gegründeten Dorfes, das 1255 als wüst bezeichnet worden war, was unglaubwürdig erscheint.